# Никольская церковь (Каменки)
Церковь Николая Чудотворца — действующая православная церковь в селе Каменки. Входит в состав Богородского благочиннического округа Нижегородской и Арзамасской епархии.

## История
Церковь была построена в 1813 году в честь иконы Софии, Премудрости Божией. Клир прихода состоял из двух-трех священников и дьякона, что для сельского прихода было большой редкостью.
В 1818 году на месте захоронения строителя Никольской церкви Петра Димитриева была построена часовня.
В 1938 году церковь была разорена и использовалась под гараж машино-тракторного парка.
В 2005 году был организован приход, который входит в состав Богородского благочиннического округа Нижегородской епархии. До восстановления храма богослужения проходят в молельном доме. К 2009 году были заложены стены на месте гаражных ворот и вставлены окна в притворе.

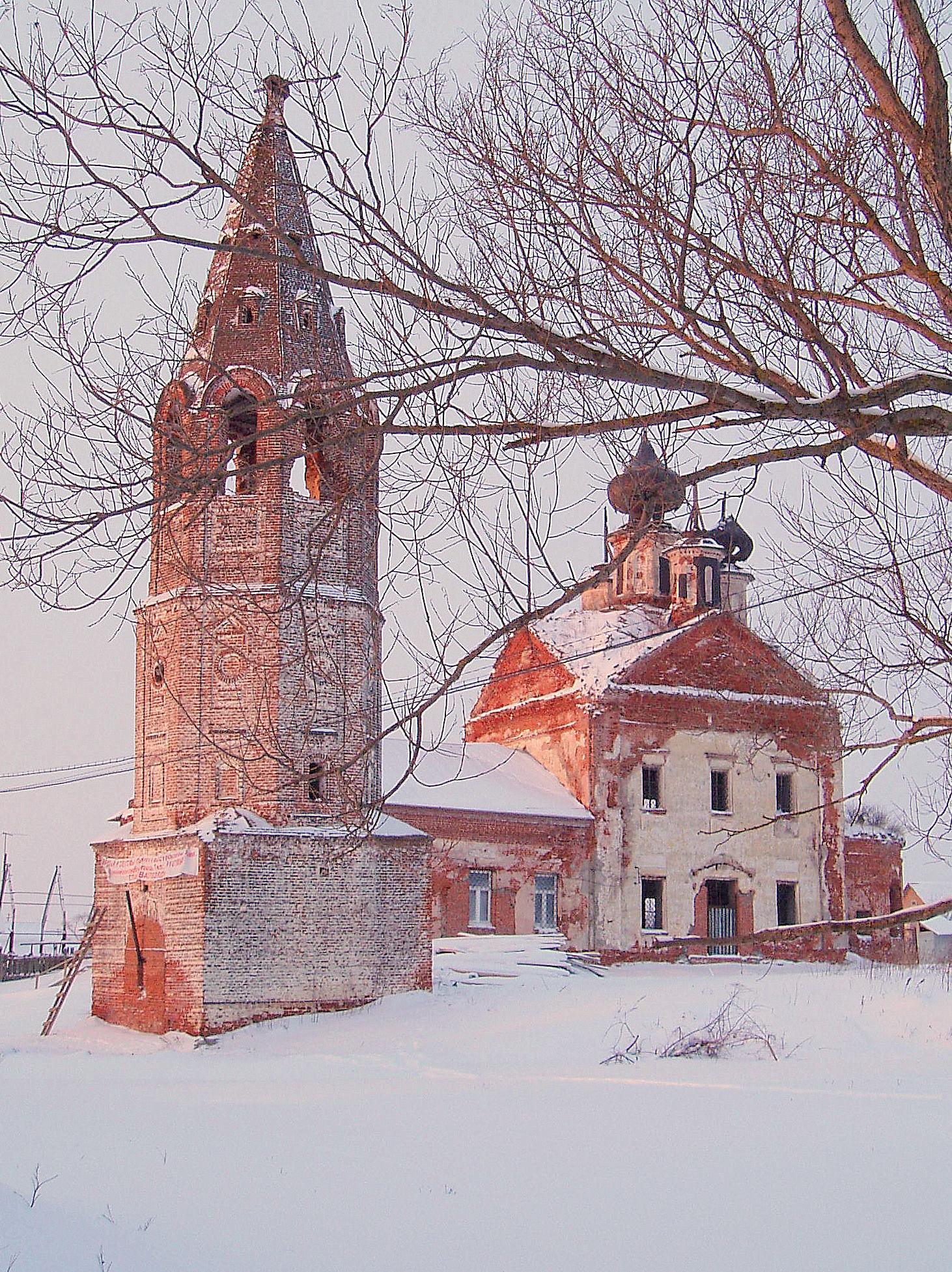
В лучах заката. Зима 2010 года

В июне 2006 года через село проходил крестный ход, при этом сообщалось что молебны с акафистом служились в каждом храме куда прибывал чудотворный образ.
В мае 2007 и 2008 года в Никольской церкви совершался молебен завершающий первый день пути крестного хода с чудотворной Владимирской Оранской иконой Божией Матери.
В 2009 году крестный ход с чудотворной иконой пришёл в село 16 июня, возвращаясь в Оранский монастырь, а 17 июня в церкви состоялась первая за 70 лет Божественная литургия, совершил которую архимандрит Нектарий (Марченко), наместник Оранского Богородицкого монастыря.
Осенью 2009 года была проведена подготовка Ильинского придела к проведению служб. Была отремонтирована крыша, настелен пол, оштукатурена часть храма, выполнено печное отопление и проведено электричество. По благословению архиепископа Нижегородского и Арзамасского Георгия иконостас был привезен из левого придела в честь святого благоверного князя Александра Невского Спасского староярмарочного собора.
С 5 декабря здесь начались регулярные богослужения по воскресным и праздничным дням.
13 февраля 2010 года на трапезную, где находится придел в честь пророка Божия Илии, был водружён купол с крестом. Молебен и освящение купола с крестом совершил благочинный Богородского округа протоиерей Святослав Кутковец, которому сослужил духовник Никольской общины иерей Давид Покровский.
13 июня 2011 года в день Святого Духа архиепископ Георгий во время Божественной литургии совершил хиротесию студента Нижегородской духовной семинарии Алексея Киселева во чтеца.

## Пастыри
После возобновления прихода у церкви долго не было своего настоятеля. По распоряжению архиепископа Нижегородского и Арзамасского Георгия пастырское попечение в приходе осуществляли настоятели или клирики других церквей.
- С 13 сентября 2007 года — иерей Игорь Дудин, настоятель прихода церкви святых апостолов Петра и Павла города Нижнего Новгорода[11][12].
- С 6 февраля 2009 года — иерей Давид Покровский, штатный клирик прихода церкви во имя Святого Великомученика и Целителя Пантелеимона города Нижнего Новгорода[13].

31 марта 2011 года в приход был назначен первый штатный клирик — разрешенный в священнослужении иерей Алексий Татаринов. 12 декабря 2012 года он был переведен в штат Покровской церкви города Богородска.
11 апреля 2013 года настоятелем прихода был назначен иерей Виталий Мишарин, являвшийся одновременно настоятелем церкви в Сартаково.
Через месяц, 27 мая, штатным клириком был назначен иерей Игорь Германович Покровский, ставший вскоре настоятелем храма.

## Духовенство
- Настоятель храма — иерей Давид Покровский[19].